# Natalino Sapegno
Natalino Sapegno (* 10. November 1901 in Aosta; † 11. April 1990 in Rom) war ein italienischer Romanist, Italianist und Literaturwissenschaftler.

## Leben und Werk
Sapegno studierte von 1918 bis 1922 an der Universität Turin (Abschluss mit der Dissertation Jacopone da Todi, erschienen u. d. T. Frate Jacopone, Turin 1926, 2001). Er unterrichtete zuerst in Aosta, ab 1924 in Ferrara. 1930 habilitierte er sich in Bologna und lehrte in Padua, ab 1935 als Lehrstuhlvertreter von Giovanni Bertacchi. 1936 wurde er auf einen Lehrstuhl nach Palermo berufen, dann war er von 1937 bis 1972 (als Nachfolger von Vittorio Rossi) Professor für italienische Literatur an der Universität La Sapienza in Rom. Im Juni 1942 hielt er in Weimar einen Vortrag über Dante Alighieri. 1957 trat er aus der Kommunistischen Partei Italiens aus. 1966 wurde er Mitglied der Accademia dei Lincei. In Aosta erinnert eine Gedenktafel an ihn.

## Werke (Auswahl)
Nicht aufgeführt wird seine Tätigkeit als Herausgeber zahlreicher Klassiker der italienischen Literatur.
- (Hrsg.) Thomas von Aquin, Opuscoli filosofici, Lanciano 1924, 2011
- Frate Jacopone, Turin 1926, 2001
- Il Trecento, Mailand 1934, 12. Ausgabe 1981
- Compendio di Storia della Letteratura Italiana, 3 Bde., Florenz 1936–1946, Auflagen bis 1989
- Poeti minori del Trecento, Mailand/Neapel 1952
- Commento alla Divina Commedia, 3 Bde., Florenz 1955–1957
- Pagine di storia letteraria, Palermo 1960
- Ritratto di Manzoni ed altri saggi, Bari 1961
- Storia letteraria del Trecento, Mailand/Neapel 1963
- (Hrsg. mit Emilio Cecchi), Storia della letteratura italiana, 10 Bde., Mailand  1965–1969 (weitere Auflagen)
  - 1. Le origini e il Duecento
  - 2. Il Trecento
  - 3. Il Quattrocento e l'Ariosto
  - 4. Il Cinquecento
  - 5. Il Seicento
  - 6. Il Settecento
  - 7. L' Ottocento
  - 8. Dall'Ottocento al Novento
  - 9. Il Novecento  1
  - 10. Il Novecento  2
- Pagine disperse, Rom 1979

### Postum
- Petrarca. Lezioni e saggi, Turin 2004
- Leopardi. Lezioni e saggi, Turin 2006
- Manzoni. Lezioni e saggi, Mailand 2009
- Europa. Quaderni di traduzioni, Turin 2010